# 右心室肥大
右心室肥大是一種心臟症狀。當肺動脈狹窄、心室中膈缺損或主動脈跨於心室中膈上方時，右心室拼命想將血液送往肺動脈，經年累月，心肌變得肥厚，即形成右心室肥大。

## 心電圖
右心室肥大最明显的症状就是心尖波动向左侧移动，在心电图中表现为：
- 电压：
  - V1导R/S≥1
  - V5导R/S≤1
  - VR导R/S或R/q≥1
  - Rv1+Sv5＞1.05mv
  - RaVR＞0.05mv
- 心电轴右偏
- 继发ST-T改变